# Кінцеве устаткування лінії зв'язку
Кінце́ве устаткува́ння лі́нії зв'язку́ (англ. DCE - Data Circuit-terminating Equipment або Data Communication Equipment) - устаткування, що перетворює дані, сформовані термінальним устаткуванням (DTE) в сигнал для передачі по лінії зв'язку і яке здійснює зворотне перетворення. Зазвичай DTE пристроєм є термінал (чи комп'ютер), а  DCE - модем.

## Зноски
1. ↑  TIA-232-F Interface Between Data Terminal Equipment and Data Circuit-Terminating Equipment Employing Serial Binary Data Interchange. 1997.
2. ↑  EIA standard RS-232-C: Interface between Data Terminal Equipment and Data Communication Equipment Employing Serial Binary Data Interchange. Washington: Electronic Industries Association. Engineering Dept. 1969. OCLC 38637094.
3. ↑  DIN 44302 Datenübertragung - Begriffe. Т. 8, № 1–6. 1966. с. 244—246. doi:10.1524/itit.1966.8.16.244. {{cite book}}: Проігноровано |periodical= (довідка)
4. ↑  MIL-STD-188-100, pg. 24, Fig 4.3-1, 1972.